# Aderonke Apata
Aderonke Apata (Nigéria, 20 de janeiro de 1967) é uma ativista LGBT nigeriana, ex-solicitante de asilo e barrister. Ela recebeu ampla atenção da mídia devido ao seu caso de asilo no Reino Unido. Apata é a fundadora da African Rainbow Family, uma instituição de caridade LGBT.

## Biografia
Aderonke Apata nasceu em 20 de janeiro de 1967 na Nigéria. Apata tomou conhecimento de que era lésbica aos dezesseis anos. Devido à família de Apata suspeitar que ela era lésbica, bem como devido à família do marido de Apata suspeitar que ela era lésbica e tinha um caso, ela foi presa depois que a polícia a encontrou praticando atos homossexuais em seu apartamento e foi levada a um tribunal da xaria, onde Apata foi condenada à morte por apedrejamento, por adultério e bruxaria. No entanto, a sentença foi interrompida quando uma pessoa que atuava como advogado levantou uma tecnicidade legal. Antes de ser levada ao tribunal, ela foi enviada para uma prisão onde foi colocada em uma cela aberta com outros presos.
Apata fugiu da Nigéria para Londres, no Reino Unido, onde pediu asilo pela primeira vez por motivos religiosos em 2004, por vir de uma família cristã, mas ter se casado com um homem muçulmano em um arranjo falso na tentativa de encobrir seu relacionamento de longo prazo com outra mulher. Depois que seus dois pedidos iniciais de asilo foram rejeitados, ela foi forçada a viver nas ruas de Manchester para evitar a deportação. Em outubro de 2012, ela passou uma semana em confinamento solitário no Centro de Remoção de Imigrantes de Yarl's Wood como punição por liderar uma manifestação pacífica no centro. Durante esse tempo, ela diz que recebeu aconselhamento jurídico ruim, então decidiu pesquisar a lei de imigração por conta própria.
Em 2012, depois que Apata foi pega trabalhando como gerente de cuidados com um visto falso, ela tentou novamente solicitar asilo, temendo retornar à Nigéria e ser perseguida por sua sexualidade. Este pedido de asilo e outro pedido de asilo foram rejeitados em 2014 e em 1.º de abril de 2015, respectivamente, porque o Ministério do Interior (HO, abreviado do inglês), um departamento ministerial do Reino Unido, não acreditava que ela fosse lésbica devido ao fato de ter tido um relacionamento anterior com um homem e ter filhos com esse homem. Em 2014, Apata disse que enviaria um vídeo explícito de si mesma ao Ministério do Interior para provar sua sexualidade. Isso resultou em seu pedido de asilo ganhando amplo apoio, com várias petições criadas em resposta, que ganharam centenas de milhares de assinaturas combinadas. Mais tarde, ela também quase foi deportada de volta para a Nigéria, mas foi informada durante o trajeto até o aeroporto que seu voo para a Nigéria havia sido cancelado.
Em 8 de agosto de 2017, após uma batalha judicial de treze anos (durante a qual ela se representou parcialmente no tribunal) e após um novo recurso de Apata ter sido agendado para o final de julho, ela recebeu o status de refugiada no Reino Unido pelo Ministério do Interior. A autorização de asilo que Apata recebeu duraria apenas cinco anos, mas ela poderia solicitar residência permanente no Reino Unido posteriormente.
Em 2018, Apata iniciou sua formação jurídica formal com um curso de conversão jurídica. Em 13 de outubro de 2022, Apata foi chamada à ordem dos advogados.

## Vida pessoal
Na Nigéria, Apata teve uma namorada depois de se formar e eles moravam juntos em um apartamento.
Em 2005, Apata foi diagnosticada com transtorno de estresse pós-traumático (TEPT) e tentou cometer suicídio quando estava na prisão enfrentando deportação. Em 2012, a ex-companheira de Apata foi morta em um incidente de vigilantes. O irmão e o filho de três anos de Apata também foram mortos em incidentes de vigilantes.
Em 2015, Apata estava noiva de Happiness Agboro, que já havia recebido o status de refugiada no Reino Unido com base em sua sexualidade. Em 2017, Apata reside no Reino Unido.

## Prêmios e honrarias
- 2014: Prêmio de Modelo Positivo LGBT do 3.º National Diversity Awards[13]
- 2018: Ativista do Ano do 24.º Sexual Freedom Awards[14]